# Rutajärvi
Rutajärvi är en sjö i Haparanda kommun i Norrbotten och ingår i Sangisälvens huvudavrinningsområde. Sjön har en area på 1,39 kvadratkilometer och ligger 45 meter över havet. Sjön avvattnas av vattendraget Linkkabäcken (Penikkajoki).

## Delavrinningsområde
Rutajärvi ingår i det delavrinningsområde (734607-184968) som SMHI kallar för Utloppet av Rutajärvi. Medelhöjden är 53 meter över havet och ytan är 5,25 kvadratkilometer. Räknas de 18 avrinningsområdena uppströms in blir den ackumulerade arean 148,17 kvadratkilometer. Linkkabäcken (Penikkajoki) som avvattnar avrinningsområdet har biflödesordning 2, vilket innebär att vattnet flödar genom totalt 2 vattendrag innan det når havet efter 27 kilometer. Avrinningsområdet består mestadels av skog (67 procent). Avrinningsområdet har 1,39 kvadratkilometer vattenytor vilket ger det en sjöprocent på 26,4 procent.